# Красномостовское сельское поселение
Красномостовское сельское поселение — муниципальное образование (сельское поселение) в составе Килемарского района Марий Эл Российской Федерации. Административный центр поселения — посёлок Красный Мост.

## История
Статус и границы сельского поселения установлены Законом Республики Марий Эл от 18 июня 2004 года № 15-З «О статусе, границах и составе муниципальных районов, городских округов в Республике Марий Эл».

## Численность населения поселения
| 2010 | 2011 | 2012 | 2013 | 2014 | 2015 | 2016 |
| ---- | ---- | ---- | ---- | ---- | ---- | ---- |
| 806  | ↘801 | ↘762 | ↘741 | ↘716 | ↗720 | ↘714 |
| 2017 | 2018 | 2019 | 2020 | 2021 | 2023 |      |
| ↘713 | ↘706 | ↘695 | ↘673 | ↘582 | ↘557 |      |

## Состав поселения
В состав сельского поселения входят 4 посёлка и одна деревня:
| № | Населённый пункт | Тип населённого пункта          | Население |
| - | ---------------- | ------------------------------- | --------- |
| 1 | Красный Мост     | посёлок, административный центр | 260       |
| 2 | Кундышский       | посёлок                         | 77        |
| 3 | Озёрный          | посёлок                         | 454       |
| 4 | Шаптунга         | деревня                         | 8         |
| 5 | Шушер            | посёлок                         | 7         |